# Swiss Indoors Basel
Swiss Indoors Basel – męski turniej tenisowy kategorii ATP Tour 500 zaliczany do cyklu ATP Tour. Rozgrywany na kortach twardych w hali w Bazylei.

## Mecze finałowe

### Gra pojedyncza
| Rok       | Zwycięzca                                    | Finalista                                    | Wynik                                        |
| 2024      | Giovanni Mpetshi Perricard                   | Ben Shelton                                  | 6:4, 7:6(4)                                  |
| 2023      | Félix Auger-Aliassime                        | Hubert Hurkacz                               | 7:6(3), 7:6(5)                               |
| 2022      | Félix Auger-Aliassime                        | Holger Rune                                  | 6:3, 7:5                                     |
| 2020–2021 | Turniej anulowano z powodu pandemii COVID-19 | Turniej anulowano z powodu pandemii COVID-19 | Turniej anulowano z powodu pandemii COVID-19 |
| 2019      | Roger Federer                                | Alex de Minaur                               | 6:2, 6:2                                     |
| 2018      | Roger Federer                                | Marius Copil                                 | 7:6(5), 6:4                                  |
| 2017      | Roger Federer                                | Juan Martín del Potro                        | 6:7(5), 6:4, 6:3                             |
| 2016      | Marin Čilić                                  | Kei Nishikori                                | 6:1, 7:6(5)                                  |
| 2015      | Roger Federer                                | Rafael Nadal                                 | 6:3, 5:7, 6:3                                |
| 2014      | Roger Federer                                | David Goffin                                 | 6:2, 6:2                                     |
| 2013      | Juan Martín del Potro                        | Roger Federer                                | 7:6(3), 2:6, 6:4                             |
| 2012      | Juan Martín del Potro                        | Roger Federer                                | 6:4, 6:7(5), 7:6(3)                          |
| 2011      | Roger Federer                                | Kei Nishikori                                | 6:1, 6:3                                     |
| 2010      | Roger Federer                                | Novak Đoković                                | 6:4, 3:6, 6:1                                |
| 2009      | Novak Đoković                                | Roger Federer                                | 6:4, 4:6, 6:2                                |
| 2008      | Roger Federer                                | David Nalbandian                             | 6:3, 6:4                                     |
| 2007      | Roger Federer                                | Jarkko Nieminen                              | 6:3, 6:4                                     |
| 2006      | Roger Federer                                | Fernando González                            | 6:3, 6:2, 7:6(3)                             |
| 2005      | Fernando González                            | Markos Pagdatis                              | 6:7(8), 6:3, 7:5, 6:4                        |
| 2004      | Jiří Novák                                   | David Nalbandian                             | 5:7, 6:3, 6:4, 1:6, 6:2                      |
| 2003      | Guillermo Coria                              | David Nalbandian                             | walkower                                     |
| 2002      | David Nalbandian                             | Fernando González                            | 6:4, 6:3, 6:2                                |
| 2001      | Tim Henman                                   | Roger Federer                                | 6:3, 6:4, 6:2                                |
| 2000      | Thomas Enqvist                               | Roger Federer                                | 6:2, 4:6, 7:6(4), 1:6, 6:1                   |
| 1999      | Karol Kučera                                 | Tim Henman                                   | 6:4, 7:6(10), 4:6, 4:6, 7:6(2)               |
| 1998      | Tim Henman                                   | Andre Agassi                                 | 6:4, 6:3, 3:6, 6:4                           |
| 1997      | Greg Rusedski                                | Mark Philippoussis                           | 6:3, 7:6(6), 7:6(3)                          |
| 1996      | Pete Sampras                                 | Hendrik Dreekmann                            | 7:5, 6:2, 6:0                                |
| 1995      | Jim Courier                                  | Jan Siemerink                                | 6:7(2), 7:6(5), 5:7, 6:2, 7:5                |
| 1994      | Wayne Ferreira                               | Patrick McEnroe                              | 4:6, 6:2, 7:6(7), 6:3                        |
| 1993      | Michael Stich                                | Stefan Edberg                                | 6:4, 6:7(5), 6:3, 6:2                        |
| 1992      | Boris Becker                                 | Petr Korda                                   | 3:6, 6:3, 6:2, 6:4                           |
| 1991      | Jakob Hlasek                                 | John McEnroe                                 | 7:6(4), 6:0, 6:3                             |
| 1990      | John McEnroe                                 | Goran Ivanišević                             | 6:7, 4:6, 7:6, 6:3, 6:4                      |
| 1989      | Jim Courier                                  | Stefan Edberg                                | 7:6, 3:6, 2:6, 6:0, 7:5                      |
| 1988      | Stefan Edberg                                | Jakob Hlasek                                 | 7:5, 6:3, 3:6, 6:2                           |
| 1987      | Yannick Noah                                 | Ronald Agénor                                | 7:6, 6:4, 6:4                                |
| 1986      | Stefan Edberg                                | Yannick Noah                                 | 7:6, 6:2, 6:7, 7:6                           |
| 1985      | Stefan Edberg                                | Yannick Noah                                 | 6:7, 6:4, 7:6, 6:1                           |
| 1984      | Joakim Nyström                               | Tim Wilkison                                 | 6:3, 3:6, 6:4, 6:2                           |
| 1983      | Vitas Gerulaitis                             | Wojciech Fibak                               | 4:6, 6:1, 7:5, 5:5 krecz                     |
| 1982      | Yannick Noah                                 | Mats Wilander                                | 6:4, 6:2, 6:3                                |
| 1981      | Ivan Lendl                                   | José Luis Clerc                              | 6:2, 6:3, 6:0                                |
| 1980      | Ivan Lendl                                   | Björn Borg                                   | 6:3, 6:2, 5:7, 0:6, 6:4                      |
| 1979      | Brian Gottfried                              | Johan Kriek                                  | 7:5, 6:1, 4:6, 6:3                           |
| 1978      | Guillermo Vilas                              | John McEnroe                                 | 6:3, 5:7, 7:5, 6:4                           |
| 1977      | Jan Kodeš                                    | Jiří Hřebec                                  | 6:4, 6:2, 6:3                                |
| 1976      | Björn Borg                                   | John Lloyd                                   | 6:4, 6:2, 6:3                                |
| 1975      | Jiří Hřebec                                  | Ilie Năstase                                 | 6:1, 7:6, 2:6, 6:4                           |

### Gra podwójna
| Rok       | Zwycięzcy                                    | Finaliści                                    | Wynik                                        |
| 2024      | Jamie Murray John Peers                      | Wesley Koolhof Nikola Mektić                 | 6:3, 7:5                                     |
| 2023      | Santiago González Édouard Roger-Vasselin     | Hugo Nys Jan Zieliński                       | 6:7(8), 7:6(3), 10–1                         |
| 2022      | Ivan Dodig Austin Krajicek                   | Nicolas Mahut Édouard Roger-Vasselin         | 6:4, 7:6(5)                                  |
| 2020–2021 | Turniej anulowano z powodu pandemii COVID-19 | Turniej anulowano z powodu pandemii COVID-19 | Turniej anulowano z powodu pandemii COVID-19 |
| 2019      | Jean-Julien Rojer Horia Tecău                | Taylor Fritz Reilly Opelka                   | 7:5, 6:3                                     |
| 2018      | Dominic Inglot Franko Škugor                 | Alexander Zverev Mischa Zverev               | 6:2, 7:5                                     |
| 2017      | Ivan Dodig Marcel Granollers                 | Fabrice Martin Édouard Roger-Vasselin        | 7:5, 7:6(6)                                  |
| 2016      | Marcel Granollers Jack Sock                  | Robert Lindstedt Michael Venus               | 6:3, 6:4                                     |
| 2015      | Alexander Peya Bruno Soares                  | Jamie Murray John Peers                      | 7:5, 7:5                                     |
| 2014      | Vasek Pospisil Nenad Zimonjić                | Marin Draganja Henri Kontinen                | 7:6(13), 1:6, 10–5                           |
| 2013      | Treat Huey Dominic Inglot                    | Julian Knowle Oliver Marach                  | 6:3, 3:6, 10–4                               |
| 2012      | Daniel Nestor Nenad Zimonjić                 | Treat Huey Dominic Inglot                    | 7:5, 6:7(4), 10–5                            |
| 2011      | Michaël Llodra Nenad Zimonjić                | Maks Mirny Daniel Nestor                     | 6:4, 7:5                                     |
| 2010      | Bob Bryan Mike Bryan                         | Daniel Nestor Nenad Zimonjić                 | 6:3, 3:6, 10–3                               |
| 2009      | Daniel Nestor Nenad Zimonjić                 | Bob Bryan Mike Bryan                         | 6:2, 6:3                                     |
| 2008      | Mahesh Bhupathi Mark Knowles                 | Christopher Kas Philipp Kohlschreiber        | 6:3, 6:3                                     |
| 2007      | Bob Bryan Mike Bryan                         | James Blake Mark Knowles                     | 6:1, 6:1                                     |
| 2006      | Mark Knowles Daniel Nestor                   | Mariusz Fyrstenberg Marcin Matkowski         | 4:6, 6:4, 10–8                               |
| 2005      | Agustín Calleri Fernando González            | Stephen Huss Wesley Moodie                   | 7:5, 7:5                                     |
| 2004      | Bob Bryan Mike Bryan                         | Lucas Arnold Ker Mariano Hood                | 7:6(9), 6:2                                  |
| 2003      | Mark Knowles Daniel Nestor                   | Lucas Arnold Ker Mariano Hood                | 6:4, 6:2                                     |
| 2002      | Bob Bryan Mike Bryan                         | Mark Knowles Daniel Nestor                   | 7:6(1), 7:5                                  |
| 2001      | Ellis Ferreira Rick Leach                    | Mahesh Bhupathi Leander Paes                 | 7:6(3), 6:4                                  |
| 2000      | Donald Johnson Piet Norval                   | Roger Federer Dominik Hrbatý                 | 7:6(9), 4:6, 7:6(4)                          |
| 1999      | Brent Haygarth Ałeksandar Kitinow            | Jiří Novák David Rikl                        | 0:6, 6:4, 7:5                                |
| 1998      | Olivier Delaître Fabrice Santoro             | Piet Norval Kevin Ullyett                    | 6:3, 7:6                                     |
| 1997      | Tim Henman Marc Rosset                       | Karsten Braasch Jim Grabb                    | 7:6, 6:7, 7:6                                |
| 1996      | Jewgienij Kafielnikow Daniel Vacek           | David Adams Menno Oosting                    | 6:3, 6:4                                     |
| 1995      | Cyril Suk Daniel Vacek                       | Mark Keil Peter Nyborg                       | 3:6, 6:3, 6:3                                |
| 1994      | Patrick McEnroe Jared Palmer                 | Lan Bale John-Laffnie de Jager               | 6:3, 7:6                                     |
| 1993      | Byron Black Jonathan Stark                   | Brad Pearce David Randall                    | 3:6, 7:5, 6:3                                |
| 1992      | Tom Nijssen Cyril Suk                        | Karel Nováček David Rikl                     | 6:3, 6:4                                     |
| 1991      | Jakob Hlasek Patrick McEnroe                 | Petr Korda John McEnroe                      | 3:6, 7:6, 7:6                                |
| 1990      | Stefan Kruger Christo Van Rensburg           | Neil Broad Gary Muller                       | 4:6, 7:6, 6:3                                |